# بوریس رونگ
بوریس واسیلیوویچ رونگ (روسی: Борис Васильевич Ру́нге؛ ۱۹۲۵ — ۱۹۹۰) بازیگر و صداپیشه اهل روسیه بود. بوریس رونگ در جنگ بزرگ میهنی شرکت و از فوریه تا مه ۱۹۴۵ در ارتش فعال حضور داشت. او به‌عنوان فرمانده‌ی دسته‌ی حفاظت شیمیایی خدمت می‌کرد و پس از بازگشت از جبهه، درجه‌ی ستوانی داشت.
او بابت فعالیت‌های هنری‌اش برندهٔ نشانِ هنرمند مردمی جمهوری شوروی فدراتیو سوسیالیستی روسیه شده بود.
از فیلم‌ها یا مجموعه‌های تلویزیونی که وی در آن‌ها نقش داشته است، می‌توان به خرگوش و سیب اشاره نمود.